# لغات ألمانيا
اللغة الرسمية لجمهورية ألمانيا الاتحادية هي اللغة الألمانية القياسية حيث تتحدث نسبة 95% من سكان البلاد الألمانية القياسية أو إحدى لهجات الألمانية كلغة أم. تشمل هذه النسبة متحدثي الساكسونية الدنيا الشمالية وهي لغة أقلية أو لغة إقليمية مُعترف بها ولكنها لا تعد إحصائياً منفصلة عن الألمانية القياسية. كما وتتمتع لغات الأقلية المعترف بها بحالة رسمية في المناطق الخاصة بها.
لم يستفسر تعداد السكان الذي أجرى عام 2011 وتعداد ألمانيا الغربية العائد لعام 1987 عن اللغة الخاصة بكل فرد. أجري عام 2017 استطلاع مصغَّر يقدّم بيانات اقتصادية اجتماعية أساسية ويسهَّل مراقبة الوضع الراهن لسوق العمل حيث أُخِذَ بعينة بنسبة 1% من الأشخاص والأسر في ألمانيا وطُرِحَ عليهم السؤال الإضافي «ما هي اللغة التي يجري التحدث بها في الغالب ضمن أسرتكم؟»، وهذا الاستفسار الرسمي عن اللغة هو الأول من نوعه منذ تعداد عام 1939 حين كان يُسأل السكان عن لغتهم الأم.

## لغات الأقلية
لغات الأقلية المعرف بها في ألمانيا هي:
- الصوربية العليا والصوربية السفلى (0.09%)
- الرومنية (0.8%)
- الدنماركية (0.06%)
- الفريزية الشمالية (0.01%) وفريزية سيترلاند